# 格洛克40手槍
格洛克40（Glock 40）／官方名稱：格洛克40 MOS（Glock 40 MOS）是一款由奧地利槍械製造商格洛克公司所設計及生產的手枪，是格洛克20的比賽型版本。發射10毫米Auto口徑手枪子彈，標凖彈匣為15發。

## 歷史
格洛克40在2014年的SHOT Show（美國著名槍展）之中推出，推出時已經同時是以第四代版本和模塊化光學瞄準鏡系統（英語：Modular Optic System）兩種姿態出現，而且與第四代版本一樣會在套筒上型號位置加上“Gen4”以玆識別。

## 設計
格洛克40是比賽型手槍，裝有改良過的套筒，减轻扳機扣力至2公斤（4.5磅），對應10毫米Auto的槍管，外型與格洛克17L非常相似。
該槍具有約6英寸長度的槍管與15發容量的彈匣，不但火力強大而且對於戶外活動、獵人和運動射手而言都是可輕易攜帶的手槍，設計上可給愛用手槍的獵人用作半自動手槍狩獵手槍。其預設的、超過203.2毫米（8英吋）的瞄準基線已經能改進使用開放式瞄具時的射擊能力，而模塊化光學瞄準鏡系統更可讓該槍裝上所有流行的紅點鏡。
格洛克40的套筒下前方設有导轨，可安裝各种戰術配件，其套筒的頂端被打出了一個大孔，用以減少槍口前端的重量，以更好地平衡。此外還有可調整的照門，放大的無彈後定柄，延長的彈匣卡筍。
格洛克40的套筒內部的復進簧為雙復進簧式設計，大大降低了後坐力和提高了全槍的壽命。亦會有經改進的彈匣設計，以便左右手皆可以直接按下加大化的彈匣卡榫以更換彈匣，亦可以與同口徑舊式彈匣共用，但只可以右手按下彈匣卡榫以更換彈匣。
由於在推出時已經是第四代版本，因此採用了與第四代格洛克17相同的新紋理，握把為凹陷表面和可以更換握把片（分別是中形和大形，亦可以不裝上握把片直接使用），以調整握把尺寸，更適合不同的手形。
而且推出時還在套筒後方頂部加工出一個平面，並於其上增加了紅點鏡安裝接口，因而可藉由更換裝上的適配底板用以安裝各種體積較小的小型紅點鏡（例如RMR、DeltaPoint），而無須利用底部導軌裝上瞄準鏡安裝橋架。

## 資料來源
1. ↑  .   [2015-07-13]. （原始内容存档于2020-12-04）.
2. ↑  .   [2015-07-13]. （原始内容存档于2020-12-25）.

## 外部連結
- （英文）—格洛克公司主頁（页面存档备份，存于）
- （英文）—Modern Firearms—Glock family of handguns （页面存档备份，存于）
- （英文）—American Rifleman－Glock Gen 4 G40 10 mm & MOS Pistols （页面存档备份，存于）
- （英文）—The Firearm Blog.com—
  - Lightning Review: Pride Fowler Industries (PFI) SOPS Compact Red Dot System （页面存档备份，存于）
  - Review: Glock 40 Gen4 – A 10mm Long-Slide Red-Dot Big-Bore Hand-Cannon （页面存档备份，存于）
  - 56 of the Best Pistols From Specials Weapons Magazine in 2015
- （英文）—The Truth About Guns.com—
  - First Look: 4 New MOS Configuration Glocks （页面存档备份，存于）
  - SHOT Show: GLOCK 40 MOS (10mm) （页面存档备份，存于）
- （英文）—GunsAmerica Digest—New GLOCK 40! SHOT Show 2015 （页面存档备份，存于）
- （英文）—Guns & Ammo.com—Glock Introduces Modular Optic System (MOS) Pistols （页面存档备份，存于）
- （英文）—Tactical-Life.com—
  - New Glock 40 Gen4 Unveiled in MOS Configuration （页面存档备份，存于）
  - First Look: GLOCK’s 10mm G40 Gen4 in MOS Configuration （页面存档备份，存于）
  - 14 Long-Slide Handguns That Pack Maximum Power （页面存档备份，存于）
  - Gun Test: The Competition-Ready Glock 40 Gen4 MOS （页面存档备份，存于）
  - Glocks Galore: The Ultimate Glock Buyer’s Guide （页面存档备份，存于）
  - Perfect 10s: 5 Pistols From Glock’s 10mm Family （页面存档备份，存于）
- （英文）—Personal Defense World.com—The Gunny Tests The New Glock 40 Gen4 MOS | VIDEO （页面存档备份，存于）
- （英文）—Gun Digest.com—
  - SHOT SHOW 2015: Optics-Ready Glock MOS, New G40 10mm （页面存档备份，存于）
  - Glock MOS Review （页面存档备份，存于）
  - Glock 40 MOS Review （页面存档备份，存于）
- （英文）—OutdoorHub.com—Glock Goes Optical and Adds a New 10mm Powerhouse （页面存档备份，存于）
- （英文）—The Shooter's Log.com—SHOT 2015—Glock's New G40 MOS—Not the Home run We had Hoped? （页面存档备份，存于）
- （简体中文）—D Boy Gun World（GLOCK 40） （页面存档备份，存于）